# Ми молоді. Ми сильні
«Ми молоді. Ми сильні» (нім. Wir sind jung. Wir sind stark) — німецький драматичний фільм 2014 року режисера Бурхана Курбані, що розповідає про вигадані ксенофобські заворушення 1992 року в Ростоку-Ліхтенхаґені. Це був один із восьми фільмів, які Німеччина висунула на здобуття премії «Оскар» за найкращий фільм іноземною мовою на 88-й церемонії вручення нагород Американської кіноакадемії, але він програв фільму «У лабіринті мовчання».

## Сюжет
Фільм розповідає про вигадані ксенофобські заворушення у місті Росток-Ліхтенхаґен 1992 року.

## Акторський склад
- Девід Стрісоу — Мартін
- Джонас Ней — Стефан
- Транґ Ле Хонґ — Лін
- Джоель Басман — Робі
- Девід Шюттер — Сандро
- Саскія Розендаль — Дженні

## Знімальна група
- Режисери-постановники: Бурхан Курбані
- Продюсери: Йохен Лоб
- Сценаристи: Мартін Бехнке, Бурхан Курбані
- Оператори: Йоші Хаймрат
- Композитори: Farmer Boys